# (27685) 1981 EE21
A (27685) 1981 EE21 a Naprendszer kisbolygóövében található aszteroida. Schelte J. Bus fedezte fel 1981. március 2-án.